# Молочай миндалевидный
Молоча́й миндалеви́дный, или Молоча́й минда́льный (лат. Euphórbia amygdaloides) ― многолетнее травянистое растение; вид рода Молочай (Euphorbia) семейства Молочайные (Euphorbiaceae).

## Распространение
Европа: Великобритания, Австрия, Бельгия, Чешская Республика, Германия, Венгрия, Нидерланды, Польша, Словакия, Швейцария, Албания, Босния и Герцеговина, Болгария, Хорватия, Греция, Италия (включая Сицилию), Македония, Черногория, Румыния, Сербия, Словения, Франция (включая Корсику), Португалия, Испания; территория бывшего СССР: Белоруссия, Молдавия, Крым, Украина, Кавказ (Азербайджан, Грузия); Азия: Иран, Турция; Северная Африка: Алжир, Тунис.
Растёт в лиственных лесах по опушкам, в зарослях кустарника и на лужайках, также у заборов; до предгорий, особенно на известковой почве.

## Морфология
Растение (20)30—70 см высотой с горизонтальным ползучим, деревянистым, ветвистым, многоглавым корневищем.
Стебли прямостоячие или восходящие, двоякие: нецветущие, многочисленные, деревенеющие, густоолиственные, с перезимовывающей верхушечной розеткой, и цветущие, вырастающие из верхушки перезимовавших, внизу и посередине тогда обнажённых, покрытых рубцами, извитых, одеревеневших нецветущих, круглые, полосчатые, редко олиственные, голые или с ржаво-бурым опушением, наверху с четырьмя — девятью пазушными цветоносами 2—2,5 см (при плодах 4,5—10 см)длиной.
Листья нецветущих стеблей на черешках 5—10 мм длиной, из суженного основания продолговато-обратнояйцевидные или обратнояйцевидные (2,5)3,5—7(12,5) см длиной, (8)15—30(40) мм шириной, цельнокрайные, на конце суживающиеся, острые или туповатые, тонкие, но упругие, тёмно-зелёные, впоследствии почти кожистые и более-менее хрящеватые; листья цветущих стеблей сидячие, обратноланцетовидные или обратнояйцевидные, 8—25 мм длиной, 5—13 мм шириной (иногда почти чешуевидные), цельнокрайные, на конце закруглённые, тупые, мягкие, желтовато-зелёные, голые или пушистые. Пять-шесть верхушечных цветоносов на конце дважды двураздельные, как и пазушные.
Верхушечные цветоносы в числе 5(6), 1,5—5,5 (при плодах до 7) см длиной, как и пазушные — на конце два раза двураздельные; листочки обёртки мелкие, округло-обратнояйцевидные или яйцевидные, 8—10(20) мм длиной, 7—13 мм шириной, тупые или слегка выемчатые или слабо заострённые; листочки обёрточек полукругло-почковидные, 7—14 мм длиной, 13—23(27) мм шириной (ширина в 1½—2 раза больше длины), более ½ длины попарно срастающиеся в круглую, слегка вогнутую пластинку, желтовато-зелёные; бокальчик колокольчатый, 2,5—3 мм длиной и в диаметре, внутри волосистый, с яйцевидными зубчатыми лопастями. Нектарники в числе 4, жёлтые или пурпуровые, двурогие, с взаимно сходящимися острыми рожками, лишь немного длиннее ширины нектарника. Столбики 1,5—2 мм длиной, почти свободные, глубоко двунадрезанные.
Плод — приплюснуто-яйцевидный трёхорешник, 3—3,5 мм длиной, 3,5—4,5 мм шириной, глубоко трёхбороздчатый, голый, мелкоточечный, шероховатый. Семена яйцевидно-округлые, гладкие, синевато-серые, с небольшим, слегка килевидным, впоследствии почти клювовидным придатком. Цветёт в апреле — начале мая.
Вид описан из Западной Европы.
|                                              |  |  |  |
| Слева направо: лист, соцветие, циатия, плоды |  |  |  |

## Классификация

### Таксономическая схема
|  |                                      |  |                                                             |                                                             |                      |  | ещё 36 семейств (согласно Системе APG II), в том числе Маковые | ещё 36 семейств (согласно Системе APG II), в том числе Маковые |                           |  |  |  | ещё ≈2000 видов |
|  |                                      |  |                                                             |                                                             |                      |  | ещё 36 семейств (согласно Системе APG II), в том числе Маковые | ещё 36 семейств (согласно Системе APG II), в том числе Маковые |                           |  |  |  | ещё ≈2000 видов |
|  |                                      |  |                                                             | порядок Мальпигиецветные                                    |                      |  |                                                                |                                                                | род Молочай (Euphorbia)   |  |  |  |                 |
|  |                                      |  |                                                             | порядок Мальпигиецветные                                    |                      |  |                                                                |                                                                | род Молочай (Euphorbia)   |  |  |  |                 |
|  | отдел Цветковые, или Покрытосеменные |  |                                                             |                                                             | семейство Молочайные |  |                                                                |                                                                | вид Молочай миндалевидный |  |  |  |                 |
|  | отдел Цветковые, или Покрытосеменные |  |                                                             |                                                             | семейство Молочайные |  |                                                                |                                                                |                           |  |  |  |                 |
|  |                                      |  | ещё 44 порядка цветковых растений (согласно Системе APG II) | ещё 44 порядка цветковых растений (согласно Системе APG II) |                      |  |                                                                | ещё >300 родов                                                 | ещё >300 родов            |  |  |  |                 |
|  |                                      |  |                                                             | ещё 44 порядка цветковых растений (согласно Системе APG II) |                      |  |                                                                |                                                                | ещё >300 родов            |  |  |  |                 |

### Подвиды
В пределах виды выделяются несколько подвидов:
- Euphorbia amygdaloides subsp. amygdaloides — Европа, Кавказ, Азия, Африка
- Euphorbia amygdaloides subsp. arbuscula Meusel — юг Италии, Сицилия
- Euphorbia amygdaloides subsp. heldreichii (Orph. ex Boiss.) Aldén — юг Албании, Греция
- Euphorbia amygdaloides subsp. robbiae (Turrill) Stace — Турция (Болу, Стамбул)
- Euphorbia amygdaloides subsp. semiperfoliata (Viv.) Radcl.-Sm. — Италия (Сардиния), Франция (Корсика)

## Химический состав
Растение содержит циклитолы, дитерпеноиды, лигнаны, флавоноиды. В корнях, стеблях, листьях обнаружен каучук 0,1—0,27, 0,1—0,17 и 0,7 % соответственно. Трава содержит алкалоиды, семена — жирное масло 22—30 %, жирные кислоты (масляная, олеиновая).

## Значение и применение
Скотом не поедается. Подозрительно на ядовитость.
Растение можно использовать для окрашивания шерсти и шёлка в жёлтый и чёрный цвета в зависимости от протравы.
Используется в декоративном садоводстве. Может размножаться как семенами, так и черенками.

## Использование в медицине
С лечебной целью используется трава, сок.
Растение обладает сильным слабительным и рвотным действием. Согласно литературным данным, водный экстракт травы эффективен при лечении саркомы. В Чехословакии растение применялось как антиканцерогенное. Свежий сок растения во Франции употребляется для удаления бородавок и мозолей.